# The Scapegoat
The Scapegoat (bra: O Estranho Caso do Conde) é um filme britânico de 1959, dos gêneros drama e mistério, dirigido por Robert Hamer, e estrelado por Alec Guinness e Bette Davis. O roteiro do próprio Hamer e Gore Vidal foi baseado no romance homônimo de 1957, de Daphne du Maurier.

## Sinopse
John Barratt (Alec Guinness), um professor de férias de seu trabalho, tira um tempo de toda sua vida e vai para a França. Lá, encontra Jacques, um conde que é exatamente como ele. No dia seguinte, depois de ficar muito bêbado, John percebe que Jacques, seu passaporte e seus pertences sumiram. Enquanto tenta descobrir onde o conde está e convencer todo mundo que ele não é quem todos pensam que ele seja, John envolve-se cada vez mais com a família do moço – especialmente com a condessa (Bette Davis), a mãe dominadora do conde.

## Elenco
- Alec Guinness como John Barratt / Jacques De Gué
- Bette Davis como Condessa De Gué
- Nicole Maurey como Béla
- Irene Worth como Françoise
- Pamela Brown como Blanche
- Annabel Bartlett como Marie-Noel
- Geoffrey Keen como Gastón
- Noel Howlett como Dr. Aloin
- Peter Bull como Aristide
- Leslie French como Lacoste
- Alan Webb como Inspetor
- Maria Britneva como Empregada
- Eddie Byrne como Bartender
- Alexander Archdale como Guarda-caça
- Peter Sallis como Oficial da Alfândega

## Produção
De acordo com Robert Osborne, da Turner Classic Movies, a escolha original para interpretar Barratt / De Gué era Cary Grant, mas Daphne du Maurier insistiu na escalação de Alec Guinness porque ele a lembrava de seu pai, o ator Gerald du Maurier. Mais tarde, porém, ela se arrependeu de sua escolha, colocando em Guinness a culpa pelo fracasso de bilheteria do filme, uma produção que a própria du Maurier parcialmente financiou.
Osborne também afirma que Guinness foi a pessoa que se encarregou de dirigir as cenas do filme quando Hamer estava bêbado ou sequer aparecia para trabalhar.

## Recepção

### Bilheteria
De acordo com os registros da Metro-Goldwyn-Mayer, o filme arrecadou US$ 570.000 nacionalmente e US$ 625.000 no exterior, totalizando US$ 1.195.000 mundialmente. Com um orçamento de US$ 943.000, a produção resultou em uma perda de US$ 252.000.